# Granulobasidium
Granulobasidium là một chi nấm trong họ Cyphellaceae.